# 乾隆
乾隆（转写：abkai wehiyehe；1736年－1796年）为清朝第六任皇帝清高宗的年号，共60年，是全清国范围内使用时间第二长的年号，仅次于康熙。嘉庆元年元旦（1796年2月9日），乾隆帝將清朝皇位内禅予嘉庆帝，自此全清国范围内改用嘉庆年号。但乾隆帝仍继续執掌朝政，北京紫禁城内仍保留“乾隆”年号，直至嘉庆四年正月初三（1799年2月7日）乾隆帝驾崩、嘉庆帝亲政为止。因此“乾隆”是清国皇宫内使用时间最长的年号，共64年。

## 年號含義

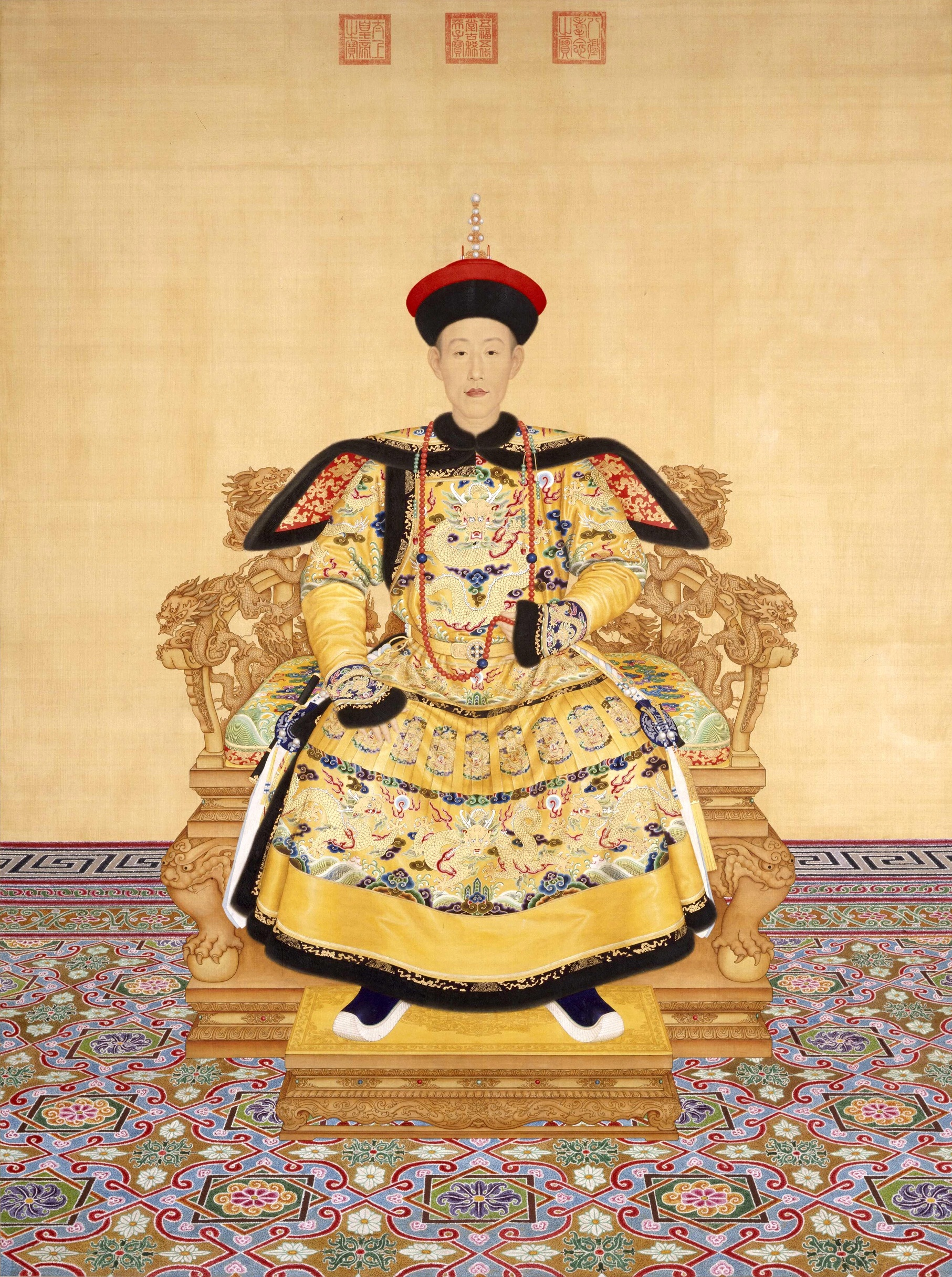
郎世宁绘《清高宗乾隆帝朝服像》

寓意為「天道昌隆」。

## 藝術
此時期的風格為皇帝收藏、創作的藝術風格，乾隆的收藏以瓷器、青銅器、玉器、法書、珍本書為主。在陶藝方面，此時特色是質地細緻的粉彩瓷製作。繪畫方面的特色是乾隆與宮廷畫家所創作，畫工細膩的花鳥畫。乾隆喜愛歐洲風格，因而在建築方面發展出中式洛可可風。

## 西方哲学发展
乾隆十三年（1748年）孟德斯鸠的著作《论法的精神》出版。在《论法的精神》中，孟德斯鸠提出了三权分立的理论，认为行政权、立法权与司法权应当分离，以避免滋生专制。

## 改元
- 雍正十三年—八月，雍正帝駕崩。九月三日，次子弘曆即位，有詔次年改元乾隆。[2]
- 乾隆六十年—九月三日，乾隆帝立十五子永琰為皇太子，有詔次年改元嘉慶[3][4]，但北京紫禁城内仍續用乾隆年号直至乾隆帝驾崩

## 公元纪年对照
| 乾隆 | 元年     | 二年     | 三年     | 四年     | 五年     | 六年     | 七年     | 八年     | 九年     | 十年   |
| ---- | -------- | -------- | -------- | -------- | -------- | -------- | -------- | -------- | -------- | ------ |
| 公元 | 1736年   | 1737年   | 1738年   | 1739年   | 1740年   | 1741年   | 1742年   | 1743年   | 1744年   | 1745年 |
| 干支 | 丙辰     | 丁巳     | 戊午     | 己未     | 庚申     | 辛酉     | 壬戌     | 癸亥     | 甲子     | 乙丑   |
| 乾隆 | 十一年   | 十二年   | 十三年   | 十四年   | 十五年   | 十六年   | 十七年   | 十八年   | 十九年   | 二十年 |
| 公元 | 1746年   | 1747年   | 1748年   | 1749年   | 1750年   | 1751年   | 1752年   | 1753年   | 1754年   | 1755年 |
| 干支 | 丙寅     | 丁卯     | 戊辰     | 己巳     | 庚午     | 辛未     | 壬申     | 癸酉     | 甲戌     | 乙亥   |
| 乾隆 | 二十一年 | 二十二年 | 二十三年 | 二十四年 | 二十五年 | 二十六年 | 二十七年 | 二十八年 | 二十九年 | 三十年 |
| 公元 | 1756年   | 1757年   | 1758年   | 1759年   | 1760年   | 1761年   | 1762年   | 1763年   | 1764年   | 1765年 |
| 干支 | 丙子     | 丁丑     | 戊寅     | 己卯     | 庚辰     | 辛巳     | 壬午     | 癸未     | 甲申     | 乙酉   |
| 乾隆 | 三十一年 | 三十二年 | 三十三年 | 三十四年 | 三十五年 | 三十六年 | 三十七年 | 三十八年 | 三十九年 | 四十年 |
| 公元 | 1766年   | 1767年   | 1768年   | 1769年   | 1770年   | 1771年   | 1772年   | 1773年   | 1774年   | 1775年 |
| 干支 | 丙戌     | 丁亥     | 戊子     | 己丑     | 庚寅     | 辛卯     | 壬辰     | 癸巳     | 甲午     | 乙未   |
| 乾隆 | 四十一年 | 四十二年 | 四十三年 | 四十四年 | 四十五年 | 四十六年 | 四十七年 | 四十八年 | 四十九年 | 五十年 |
| 公元 | 1776年   | 1777年   | 1778年   | 1779年   | 1780年   | 1781年   | 1782年   | 1783年   | 1784年   | 1785年 |
| 干支 | 丙申     | 丁酉     | 戊戌     | 己亥     | 庚子     | 辛丑     | 壬寅     | 癸卯     | 甲辰     | 乙巳   |
| 乾隆 | 五十一年 | 五十二年 | 五十三年 | 五十四年 | 五十五年 | 五十六年 | 五十七年 | 五十八年 | 五十九年 | 六十年 |
| 公元 | 1786年   | 1787年   | 1788年   | 1789年   | 1790年   | 1791年   | 1792年   | 1793年   | 1794年   | 1795年 |
| 干支 | 丙午     | 丁未     | 戊申     | 己酉     | 庚戌     | 辛亥     | 壬子     | 癸丑     | 甲寅     | 乙卯   |
| 乾隆 | 六十一年 | 六十二年 | 六十三年 | 六十四年 |          |          |          |          |          |        |
| 公元 | 1796年   | 1797年   | 1798年   | 1799年   |          |          |          |          |          |        |
| 干支 | 丙辰     | 丁巳     | 戊午     | 己未     |          |          |          |          |          |        |

## 同期存在的同一政权年号
- 嘉慶（1796年－1820年）：大清國嗣皇帝嘉慶帝之年號

## 同期存在的其他政权年号
- 中國
  - 顺天（1786年）：清朝时期—林爽文之年号
  - 天运（1795年）：清朝时期—陈周全之年号
- 越南
  - 永佑（1735年－1740年）：后黎朝—懿宗黎维祳之年号
  - 景興（1740年－1787年）：后黎朝—显宗黎维祧之年号
  - 昭統（1787年－1789年）：后黎朝—愍帝黎维祁之年号
  - 泰德（1778年－1793年）：西山朝—归仁阮文岳之年号
  - 光中（1788年－1792年）：西山朝—富春阮惠之年号
  - 景盛（1793年－1801年）：西山朝—富春阮光缵之年号
- 日本
  - 享保（1716年－1736年）：中御门天皇、樱町天皇之年號
  - 元文（1736年－1741年）：樱町天皇之年號
  - 宽保（1741年－1744年）：樱町天皇之年號
  - 延享（1744年－1748年）：樱町天皇、桃园天皇之年號
  - 宽延（1748年－1751年）：桃园天皇之年號
  - 宝历（1751年－1764年）：桃园天皇、后樱町天皇之年號
  - 明和（1764年－1772年）：后樱町天皇、后桃园天皇之年號
  - 安永（1772年－1781年）：后桃园天皇、光格天皇之年號
  - 天明（1781年－1789年）：光格天皇之年號
  - 宽政（1789年－1801年）：光格天皇之年號
- 南洋
  - 蘭芳（1777年—1884年）：蘭芳共和國之年號

## 深入閱讀
- 李崇智. . 北京: 中华书局. 2004年12月. ISBN 7101025129.
- 鄧洪波. . 臺北: 國立臺灣大學東亞經典與文化研究計劃. 2005年3月  [2007年3月10日]. ISBN 978-986-00-0518-9. （原始内容 (pdf)存档于2007年8月25日） （中文）. （页面存档备份，存于）

| 前一年號： 雍正 | 清朝年号 | 下一年號： 嘉庆 |